# 玄貞恩
玄 貞恩（ヒョン・ジョンウン、1955年1月26日 - ）は、韓国の実業家、現代財閥の3代目である。

## 生い立ち
現代財閥の有力企業、現代商船会長の玄永源を父、学校理事長の金文姫を母として1955年に生まれた。日本統治時代の銀行家の玄俊鎬は祖父、政治家の金龍周は外祖父、金武星は母方の叔父である。玄貞恩は、1976年に梨花女子大学校社会学科を卒業した。同年、後に現代財閥の2代目となる鄭夢憲と結婚、玄貞恩は結婚後も梨花女子大大学院で社会学を修め、その後アメリカに3年間留学をする。
その後は韓国の赤十字社やガールスカウト関係の役職には就いていたものの、1男2女の母親として現代財閥の総帥となった夫、鄭夢憲を家庭から支えてきた。

## 現代グループ継承
2003年8月4日の夫、鄭夢憲の飛び降り自殺が玄貞恩の人生を大きく変えた。2003年10月には玄貞恩は亡き夫の後継者として現代財閥の3代目となった。
鄭周永が創始した現代財閥の総帥となった玄貞恩に対して、鄭氏ではない人物が後継者となったことに対する一族の反発も手伝って、まず鄭周永の弟である鄭相永（金剛高麗化学グループ総帥）が、玄貞恩の継承直後から現代財閥の経営権取得を試み、2004年3月まで争いが続いた。鄭相永の企ては失敗するも、2006年4月には今度は亡夫の弟鄭夢準が率いる現代重工業グループが現代財閥の有力企業である現代造船の株式を大量購入し、現在も対立が続いている。
鄭周永と鄭夢憲が進めてきた対北朝鮮事業でも玄貞恩は苦闘を続けている。2005年10月、対北朝鮮事業で活躍を続けてきた金潤圭現代峨山副会長を不正行為を理由として解任したところ、北朝鮮側から強い反発を招き、金剛山観光客の半減や、試験観光も行われていた開城観光の実現が先延ばしされるなどの措置を受けた。
2009年8月10日から17日にかけて訪朝し数度の滞在延長の末、16日には金正日総書記と会談した。2011年12月に金正日が死去した際には、韓国政府の許可を得て弔問のため訪朝した。